# 浴巾
浴巾，又稱為包巾。為相對於毛巾是可以將身體包覆以擦乾身體的的沐浴用具。

## 分類

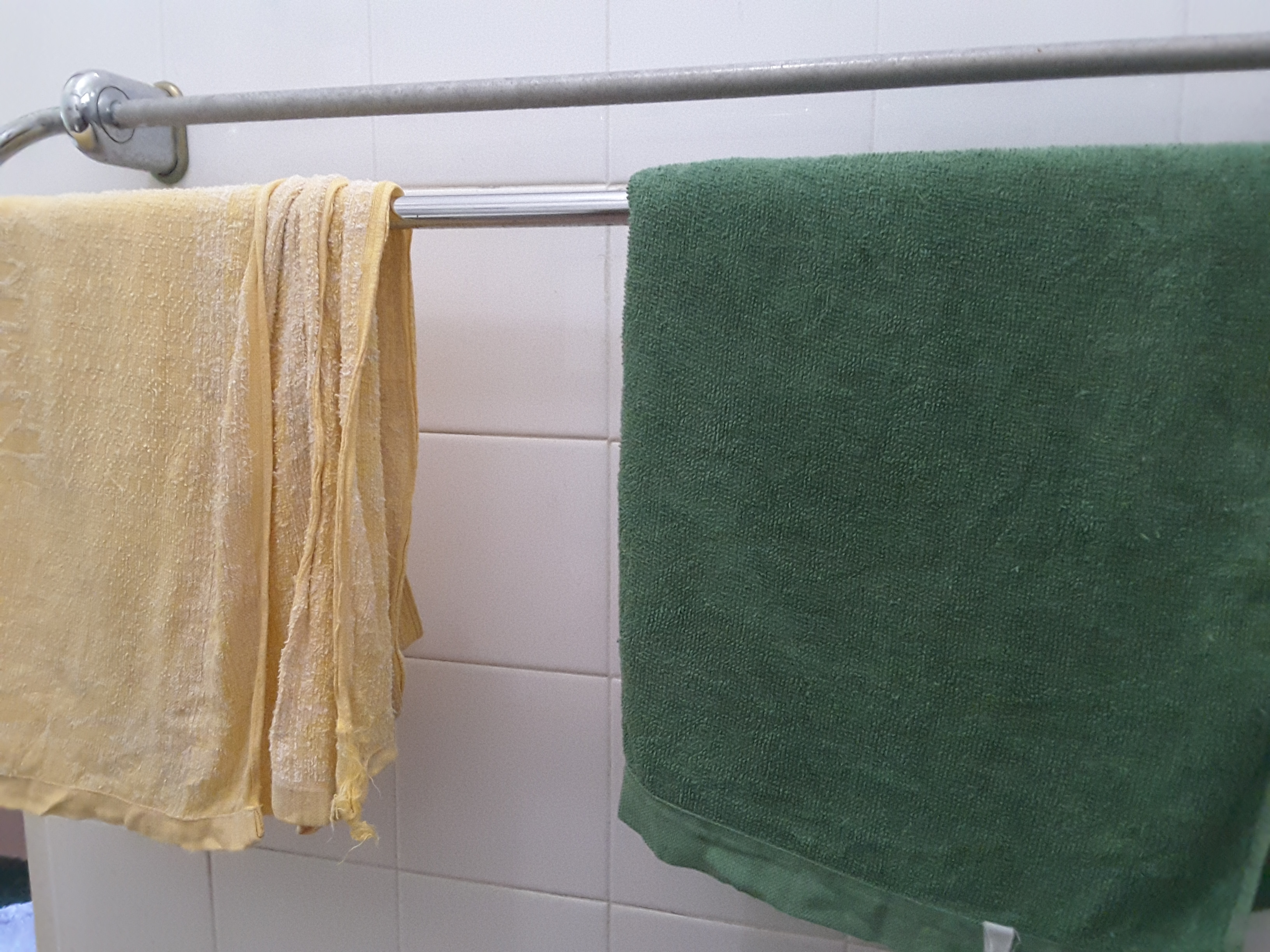
小型浴巾

大致上分成兩種：
1. 大型浴巾：可以將身體從肩膀到大腿包覆的
2. 小型浴巾：只能將腰部附近包覆的

## 常見樣式
大部分的住宿業者所提供的浴巾都是純白的，而市面上也有大量圖示以及花色的以供選擇。